# Nero Wolfe fa due più due
Nero Wolfe fa due più due (titolo originale The Zero Clue) è la ventesima novella gialla di Rex Stout con Nero Wolfe protagonista.

## Storia editoriale
Il racconto fu pubblicato per la prima volta con il titolo di Scared to Death nel numero di dicembre 1953 sulla rivista The American Magazine e in formato libro nella raccolta Three Men Out nel 1954.

## Trama
Leo Heller, esperto di probabilità, consulta Nero Wolfe perché crede che uno dei suoi clienti abbia commesso un crimine efferato. Anche se Wolfe rifiuta il caso, Archie accetta di indagare a titolo personale. Heller viene trovato morto nel suo studio, dopo avere lasciato un enigmatico messaggio disponendo delle matite sulla scrivania in una bizzarra configurazione. È compito di Nero Wolfe decifrare il significato del messaggio e smascherare il colpevole.

### Personaggi principali
- Nero Wolfe: investigatore privato
- Archie Goodwin: assistente di Nero Wolfe e narratore di tutte le storie
- Fritz Brenner: cuoco e maggiordomo
- Theodore Horstmann: giardiniere di Nero Wolfe
- Leo Heller: mago delle probabilità
- Susan Mature: infermiera
- Agatha Abbey: direttrice di Mode
- John R. Winslow: ereditiere
- Henrietta Tillotson: moglie di un dirigente
- Jack Ennis: inventore
- Karl Busch: mediatore
- Cramer: ispettore della Squadra Omicidi
- Purley Stebbins: sergente della Squadra Omicidi

## Critica
"Questa è la più atipica fra tutte le novelle di Nero Wolfe. Il lettore entra in un mondo surrealistico dove matematica, probabilità, numeri e coincidenze regnano supremi. Tutti gli indizi sono presenti (anche se l'indizio chiave è altamente esoterico) e un lettore attento potrebbe risolvere l'enigma prima di Wolfe. [...] Sembra quasi che Stout avesse incontrato Isaac Asimov in una taverna e, dopo una notte di mangiate e bevute, entrambi avessero deciso di collaborare a una storia, e The Zero Clue sia il risultato. Trama robusta, umorismo, detection, suspense, diagrammi e un messaggio del moribondo in stile Ellery Queen: cosa potrebbe chiedere di più a una storia un lettore di gialli?"
"The Zero Clue non è completamente riuscito come mystery, ma molte delle idee per la trama dimostrano immaginazione. Tutto, in questo racconto, è basato sulla matematica. [...] The Zero Clue è uno dei pochi enigmi di Stout con il "messaggio del moribondo". La storia propone tre diverse interpretazioni del messaggio. Tutte e tre sono brillanti. Non c'è niente nella storia che permetta al lettore di identificare il criminale prima della fine. Normalmente questo è semplicemente un difetto. Ma Wolfe verso la fine abbozza un piano per le future indagini che dovrebbe permettere alla polizia di identificare l'omicida. Il piano è logico e solido, e probabilmente funzionerebbe. Il semplice annuncio di questo piano da parte di Wolfe è sufficiente per far confessare il vero assassino. Questo produce un finale solido per il racconto."

## Edizioni
- Rex Stout, Nero Wolfe in le tre ragazze, traduzione di Laura Grimaldi, collana I romanzi brevi di Rex Stout (n. 7), Arnoldo Mondadori Editore, 1983,  p. 204.